# ‘Afula ‘Illit
‘Afula ‘Illit (hebreiska: עפולה עילית) är en del av en befolkad plats i Israel.   Den ligger i distriktet Norra distriktet, i den norra delen av landet. ‘Afula ‘Illit ligger 154 meter över havet och antalet invånare är 40 000.
Terrängen runt ‘Afula ‘Illit är kuperad åt nordost, men åt sydväst är den platt. Terrängen runt ‘Afula ‘Illit sluttar söderut.Runt ‘Afula ‘Illit är det ganska tätbefolkat, med 80 invånare per kvadratkilometer. Närmaste större samhälle är Nasaret, 7,7 km norr om ‘Afula ‘Illit. Trakten runt ‘Afula ‘Illit består till största delen av jordbruksmark.